# Dusty Springfield
Mary Isobel Catherine Bernadette O'Brien, OBE (16. dubna 1939, Londýn, Anglie – 2. března 1999, Henley-on-Thames, Oxfordshire, Anglie), známá jako Dusty Springfield; byla britská zpěvačka. V roce 1999 byla uvedena do Rock and Roll Hall of Fame. V témže roce ji časopis Mojo zařadil mezi 25 nejlepších zpěvaček v rockové hudbě. Po roce 1987 spolupracovala se skupinou Pet Shop Boys.

## Diskografie
- 1964 – A Girl Called Dusty
- 1965 – Ev'rything's Coming Up Dusty
- 1967 – Where Am I Going?
- 1968 – Dusty... Definitely
- 1969 – Dusty in Memphis
- 1970 – A Brand New Me
- 1972 – See All Her Faces
- 1973 – Cameo
- 1978 – It Begins Again
- 1979 – Living Without Your Love
- 1982 – White Heat
- 1990 – Reputation
- 1995 – A Very Fine Love

## Filmografie
Dusty Springfield byla moderátorkou nebo hostem v několika televizních pořadech:
| Televize  | Televize            | Televize                                          |
| Rok       | Název               | Poznámky                                          |
| --------- | ------------------- | ------------------------------------------------- |
| 1965      | The Sound of Motown | Speciální epizoda Ready Steady Go!                |
| 1966–1967 | Dusty               | Dvě série, každá po šesti dílech                  |
| 1968      | It Must Be Dusty    | Devět epizod a vánoční speciál All Kinds of Music |
| 1969      | Decidedly Dusty     | Osm epizod                                        |